# Іванов Ігор Володимирович

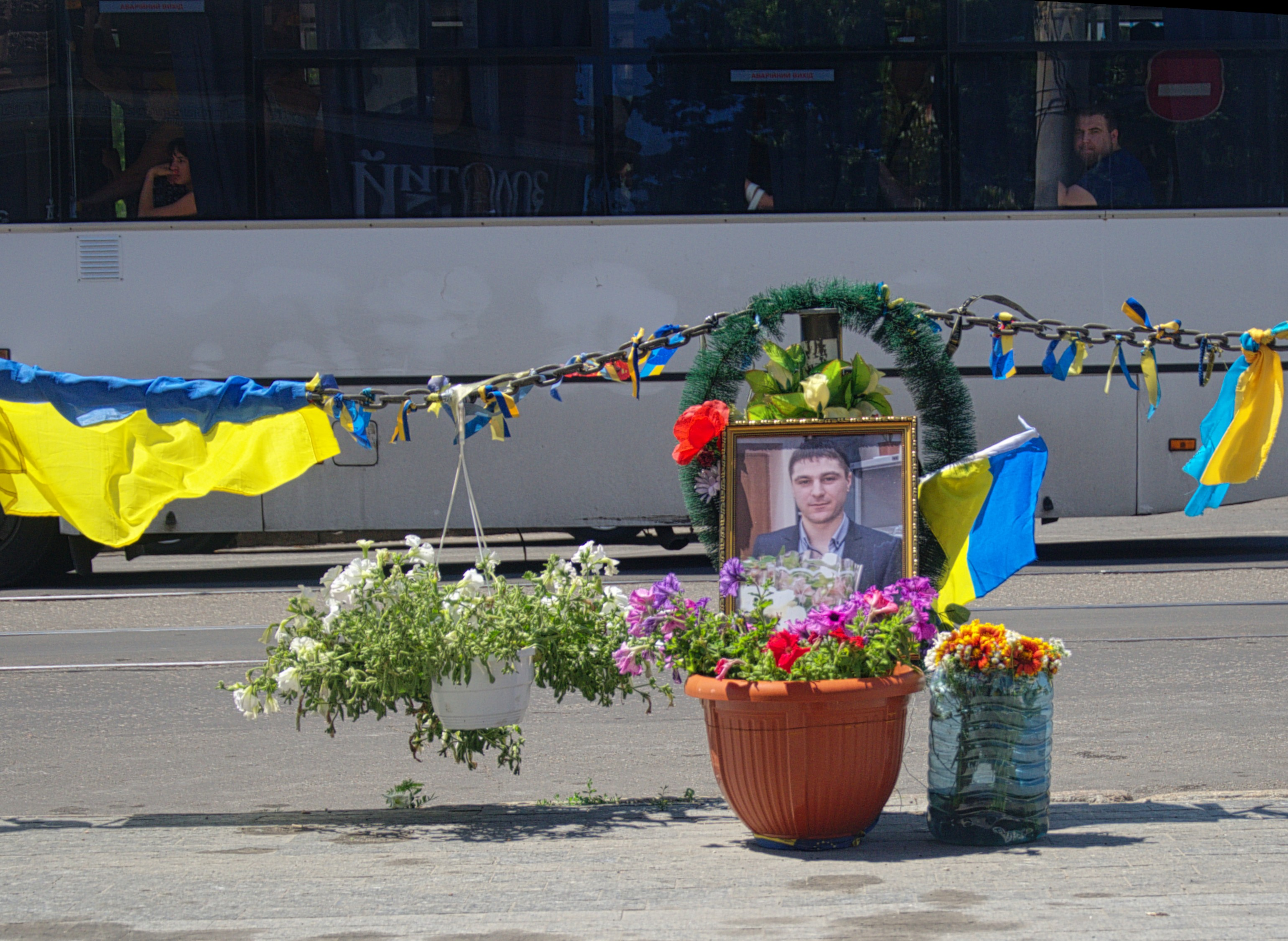
Меморіал на місці смертельного поранення Ігоря Іванова. Одеса, ріг Преображенської та Дерибасівської, червень 2015

Ігор Володимирович Іва́нов (31 липня 1986, Білгород-Дністровський, Одеська область, Українська РСР — 2 травня 2014, Одеса, Україна) — український патріот, командир-десятник одеського осередку «Правого сектора», правник. Загинув від тяжкого поранення, отриманого у зіткненні з проросійськими бойовиками під час протистояння в Одесі 2 травня 2014 року.

## Життєпис
Народився 31 липня 1986 року в Білгороді-Дністровському, Одеська область. Навчався у міській школі № 5.
Строкову службу в українському війську проходив у 25-й повітряно-десантній бригаді.
Під час Революції гідності 2013—2014 років долучився до лав Правого сектору в місті Одеса. Був призначений десятником (командиром підрозділу). Брав активну участь у найзапекліших протистояннях у Києві 20 лютого.
2 травня 2014 року, під час нападу проросійських активістів на Марш Єдності, в якому брали участь футбольні фанати, націоналістичні і патріотичні організації та небайдужі громадяни, отримав кульове поранення в живіт кулею 5,45 з автомата Калашникова. Помер у лікарні наступного дня від великої втрати крові. Похований на цвинтарі села Шабо.

## Нагороди
29 серпня 2015 посмертно нагороджений медаллю Української Православної Церкви Київського Патріархату «За жертовність і любов до України». Єпископ Одеський і Балтський УПЦ КП Марк вручив медаль батькам Ігора.
13 листопада 2015 посмертно нагороджений орденом «Народний Герой України».
22 серпня 2016 указом Президента України посмертно нагороджений орденом «За мужність» ІІІ ступеня.

## Вшанування пам'яті
На його честь названа вулиця Ігоря Іванова в Одесі.
У рідному Білгороді-Дністровському у школі № 5, де навчався Ігор Іванов, 2016 року встановили меморіальну дошку.